# Thielemannsches Haus
Das Thielemannsche Haus war ein barockes Wohnhaus an der Großen Meißner Straße 13 in Dresden.

## Geschichte
Das Gebäude wurde vor 1740 für Barbara Sophie Ziegler erbaut. Fritz Löffler verzeichnet in seinen Werken, aufbauend auf früheren Forschungsarbeiten, als Entwurfsarchitekten Samuel Locke, Stefan Hertzig geht hingegen von einem anderen Architekten aus und schreibt: „Es kann angenommen werden, dass der Hofmaurermeister Andreas Adam (1699–1746) der Architekt des Hauses war“. Aufgrund verschiedener Indizien hält er Andreas Adam für möglich, etwa aufgrund der „für ihn verbürgte[n] Architektursprache [und der für Adam] sehr charakteristischen architektonischen Details“, wie „Rundbogenöffnung“, Scheinbalustrade und einem dekorativen, geschwungenen Dachabschluss.
Schon Johann Christian Hasche würdigte 1781 die Gestaltung des Hauses. Es sei „wegen seiner Länge von acht Fenstern und breiten Schäften sehr ansehnlich“. Hertzig zählt es zu den „ungewöhnlicheren Schöpfungen“ des Dresdner Stadtbildes.
Das Gebäude wurde bei der Bombardierung Dresdens im Februar 1945 schwer beschädigt, galt jedoch wie weitere Häuser der Großen Meißner Straße nach Ansicht des städtischen Denkmalamts als wiederherstellbar. Zwar waren die Zwischenwände und Decken der Häuser Nr. 3 bis 13 zerstört, doch waren Außen- und Giebelwände erhalten und rissfrei. Nach einer Sicherung der Fassaden nach 1945 wurde das Gebäudeensemble in die Landesdenkmalliste  aufgenommen, auch wenn die Stadt Dresden im Gegensatz zum Landesdenkmalrat gegen einen Wiederaufbau der Wohnhäuser war. Aufgrund eines Brüstungsabsturzes an Haus Nr. 11 wurde am 1. Juni 1950 durch den damaligen Stadtbaurat Wermund eine sofortige Sprengung der Häuser an der Großen Meißner Straße 3 bis 13 angeordnet, die am selben Tag trotz Protesten der Denkmalpflege durchgeführt wurde. Eine Sicherung von Fassadenschmuck konnte nicht mehr erfolgen.

## Beschreibung
Das Untergeschoss wies Korbbogenfenster auf sowie ein Tor, das ebenso mit einem Korbbogen (beides bei Hertzig als „Rundbögen“ eingeordnet) überwölbt war. Darüber befanden sich zwei Obergeschosse, die in acht Fensterachsen gegliedert waren; die beiden mittleren waren durch Lisenen zusammengefasst und gegenüber den schmucklosen Rücklagen hervorgehoben. Über dem großen Hauptgesims am Dach erhob sich eine Architektur in Form einer „ganz ungewöhnliche[n] […] die Dachlandschaft stark belebende[n] Wellenbewegung“. So waren architektonisch die Dachfenster mittels eines durchgängigen Mauerwerks und eines über die Fenster hinweglaufenden, wellenartigen Profilbandes miteinander verbunden.